# Dearomatisierung
Eine Dearomatisierung ist eine organisch-chemische Reaktion, bei der ein aromatisches System reduziert wird. Zur Überwindung der hohen Resonanzenergie des Übergangszustands werden metall-organische Katalysatoren verwendet. Die umgekehrte Reaktion ist die Aromatisierung.

## Beispiele

Dearomatisierung von Benzol zu Cyclohexan.

Cyclohexan kann durch Addition von Wasserstoff an Benzol gewonnen werden. Dies wird durch Raney-Nickel katalysiert. 
Die Dearomatisierung ist auch ein fester Bestandteil des täglichen Lebens: So wird Nicotinamidadenindinukleotid (Abkürzung: NAD+) in biochemischen Prozessen zur Übertragung von Hydridionen im menschlichen Körper verwendet. Dabei findet eine Oxidation/Reduktion des aromatischen Pyridin-System als Aromatisierung/Dearomatisierung statt.
Ein Beispiel für eine in der organischen Synthese häufig angewandte Methode ist die Birch-Reduktion, bei der ein Aromat durch Reaktion mit Natrium, Kalium oder Lithium in flüssigem Ammoniak regioselektiv in 1,4-Stellung reduziert wird.

In einem neuartigen Verfahren in der Arbeitsgruppe von Dean Harman ist nun auch eine stereoselektive Tandem-Reaktion von Reduktion und Umpolung von Phenol möglich. Phenol liegt normalerweise als Enol in Lösung vor, kann jedoch durch einen Wolframkomplex in seiner Ketoform stabilisiert werden. Dieses lässt sich anschließend stereoselektiv mit Elektrophilen und Nukleophilen zu Cyclohexenon-Derivaten umsetzen.

Durch Komplexbildung mit einem Wolframkomplex [W] kann die Ketoform Phenols stabilisiert werden. Dies kann ausgenutzt werden, diesen Komplex stereoselektiv mit einem Elektrophil E^{+} und einem Nukleophil Nu^{−} umzusetzen. [W]= TpW(NO)(PCH_{3})

Wolframkomplex TpW(NO)(PCH_{3})(5,6-η^{2}-phenol), Tp:(Hydriotris(pyrazolyl))-boratmit.